# Proveditor
Een proveditor was in de Republiek Venetië een burgerlijke ambtsdrager die belast was met het controleren van de acties van de condottiere die de Republiek in dienst had. Hoewel deze taak vaak een ambtelijke was, waren er proveditoren die ook direct de controle van het leger op zich namen, zoals Andrea Gritti.